# Sijajni horarij vojvode Berrijskega
Sijajni horarij vojvode Berryjskega (francosko Très Riches Heures du Duc de Berry izgovorjava: [tʁɛ ʁiʃz‿œʁ dy dyk də bɛʁi] ali Très Riches Heures) , je najbolj znan in morda najbolje ohranjen primer iluminiranega rokopisa pozne faze mednarodnega gotskega sloga. To je srednjeveški horarij (vrsta molitvenika): zbirka molitev, ki naj bi jih vernik bral ob določenih urah. Nastal je med okoli letoma 1412 in 1416 za ekstravagantnega kraljevega bibliofila in pokrovitelja Janeza, vojvodo Berrijskega (bil je 3. sin Ivana II. Dobrega iz rodbine  Valoijskih) in je delo bratov Limbourg. Ko so leta 1416 umrli trije slikarji in njihov pokrovitelj, verjetno kot žrtve kuge, je rokopis ostal nedokončan. V 1440-ih ga je okrasil anonimni slikar, za katerega mnogi umetnostni zgodovinarji verjamejo, da je bil Barthélemy d'Eyck. Slikar Jean Colombe ga je po naročilu vojvode Savojskega v letih 1485–1489 pripeljal v sedanje stanje. Knjiga, ki jo je leta 1856 pridobil Henri d'Orléans, Duc d'Aumale, je sedaj MS 65 v Musée Condé v gradu  Chantilly, Francija.
Rokopis je sestavljen iz 206 listov zelo kakovostnega pergamenta, visok 30 cm in širok 21,5 cm, ki vsebuje 66 velikih miniatur in 65 majhnih. Zasnova knjige, ki je dolga in zapletena, je doživela številne spremembe in preobrate. Številni umetniki so prispevali k njenim miniaturam, kaligrafiji, velikim začetnicam in obrobnem okrasju, vendar določanje njihovega natančnega števila in identitete ostaja predmet razprav. Slikan v veliki meri s strani umetnikov iz Nizozemskih dežel, ki pogosto uporabljajo redke in drage pigmente in zlato , z nenavadno velikim številom ilustracij pa je knjiga eden najbolj razkošnih pozno srednjeveških iluminiranih rokopisov.
Po treh stoletjih v pozabi je Très Riches Heures pridobil široko prepoznavnost v poznem 19. in 20. stoletju, čeprav je bil v muzeju Musée Condé javno izpostavljen le zelo omejeno. Njegove miniature so pomagale oblikovati idealno podobo srednjega veka v kolektivni domišljiji, pogosto pa so jo razlagali tako, da služi političnim in nacionalističnim programom. To še posebej velja za koledarske slike, ki se najpogosteje reproducirajo. V ozadju izjemne srednjeveške arhitekture ponujajo žive predstave kmetov, ki opravljajo kmetijska dela, in aristokratov v formalni obleki.

## Zgodovinski kontekst
Zlata doba horarijev v Evropi je bila od 1350–1480; horarij je postal priljubljen v Franciji okoli leta 1400 (Longnon, Cazelles in Meiss 1969). V tem času se je veliko pomembnih francoskih umetnikov lotilo ilustrirati rokopise.

### Vojvoda Berry
Jean de Berry je bil francoski princ, za katerega je bil narejen Très Riches Heures. Berry je bil tretji sin bodočega francoskega kralja Ivana II. Dobrega ter brat in stric naslednjih dveh kraljev. O Berryjevi izobrazbi je malo znanega, gotovo pa je, da je svojo mladost preživel med umetnostjo in literaturo (Cazelles in Rathofer 1988). Mladi princ je živel ekstravagantno življenje, ki je pogosto potreboval posojilo. Naročil je številna umetniška dela, ki jih je nabral v svojem dvorcu Saint Chapelle. Po Berryjevi smrti leta 1416 je bil na njegovem posestvu narejen končni popis, ki je nepopolno in nevezano zbirko horarija opisal kot très riches heures ('zelo bogat [urejen] horarij'), da bi ga razlikovali od 15 drugih horarijev v Berryjevi zbirki, vključno z Belles Heures ('Lepi horarij') in Petites Heures ('Majhen horarij') (Cazelles in Rathofer 1988).

### Poreklo
Sijajni horarij vojvode Berrijskega (Très Riches Heures) je od ustanovitve večkrat spremenil lastništvo. Gradiva so bila zagotovo na Berryjevem posestvu ob njegovi smrti leta 1416, toda po tem je vse do leta 1485 le malo jasno. Znano je o dolgotrajni in zmedeni odtujitvi Berryjeve zapuščine, da bi zadovoljili njegove številne upnike, kar se je končalo zaradi norosti kralja in burgundske in angleške zasedbe Pariza, vendar rokopis ni omenjen. Zdi se, da je bil že veliko tega obdobja v Parizu in verjetno že prej; nekateri robovi strani kažejo na slog pariškega mojstra Bedforda, dela iz 1410-ih do 1440-ih pa Bedfordove delavnice - pozneje jih je prevzel Dunoisov mojster - uporabljajo okvirje na drugih straneh, kar kaže, da je bil rokopis v Parizu na voljo za kopiranje.
Vojvoda Karel I. Savojski je rokopis verjetno dobil kot darilo in Jeanu Colombu naročil, da ga je dokončal okoli 1485–1489. Flamski umetniki iz 16. stoletja so posnemali figure ali celotne kompozicije, ki jih najdemo v horariju (Cazelles in Rathofer 1988). Rokopis je pripadal Margareti Avstrijski, vojvodinji Savojski (1480–1530), guvernerju habsburške Nizozemske od leta 1507 do 1515 in spet od 1519 do 1530.
Po tem je njegova zgodovina neznana do 18. stoletja, ko je nastala današnja vezava z grbom družine Serra iz Genove, Italija.
Od družine Serra ga je podedoval baron Felix de Margherita Torinski in Milanski. Francoski orleanski pretendent Henrik Orleansski, vojvoda Aumale, nato v izgnanstvu v Twickenhamu pri Londonu, ga je kupil od barona leta 1856. Po vrnitvi v Francijo leta 1871 ga je Aumale postavil v svojo knjižnico v Château de Chantilly, ki ga je kot Musée Condé uredil Institut de France.

### Novejša zgodovina
Ko je Aumale rokopis videl v Genovi, ga je lahko prepoznal kot Berryjevo naročilo verjetno zato, ker je bil seznanjen s sklopom drugih Berryjevih rokopisov, objavljenih leta 1834 in jih je subvencionirala vlada vojvodovega očeta, kralja Ludvika Filipa I.. Aumale je nemškemu umetnostnemu zgodovinarju Gustavu Friedrichu Waagnu omogočil zaseben ogled rokopisa v Orleans House, ravno v času, ko se je leta 1857 v Waagensovi Galleries and Cabinets of Art v Veliki Britaniji pojavil 10-stranski zapis, s čimer se je začela vzpenjati slava. Leta 1862 ga je razstavil tudi članom Burlington Fine Arts Club.
Povezavo s très riches heures, navedenim v popisu iz leta 1416, je vzpostavil Léopold Victor Delisle iz Francoske narodne knjižnice (Bibliothèque nationale de France) in sporočil Aumaleju leta 1881, preden je bil leta 1884 objavljen v časopisu Gazette des Beaux-Arts; to nikoli ni bilo resno sporno. Rokopis se je v tridelnem članku o vseh tedanjih Berryjevih rokopisih zavzel, in je bil edini ilustrirani, s štirimi ploščami v heliogravuri. Vendar se je rokopis pri tem imenoval Grandes Heures du duc de Berry, naslov, ki je bil zdaj dan drugemu rokopisu, glede na velikost strani. Ime Heures de Chantilly se je uporabljalo tudi v naslednjih desetletjih.
Monografijo s 65 heliografskimi ploščami je leta 1904 objavil Paul Durrieu, kar je sovpadalo z veliko razstavo francoske gotske umetnosti v Parizu, kjer je bila razstavljena v obliki 12 plošč iz Durrieujeve monografije, saj so pogoji Aumalejeve zapuščine prepovedali njegovo odstranitev iz Chantillyja. Delo je postajalo vse bolj znano in se vse bolj reproduciralo. Prve barvne reprodukcije s tehniko fotogravure so se pojavile leta 1940 v francoski umetniški reviji Verve. Vsaka številka te razkošne revije je stala tristo frankov. Januarja 1948 je zelo priljubljena ameriška fotografska revija Life objavila reprodukcijo 12 koledarskih prizorov na celotni strani, nekoliko večjo od njihove dejanske velikosti, vendar zelo slabe kakovosti. V skrbi za ameriško občutljivost tistega časa je revija cenzurirala eno od slik, tako da je na februarskem prizorišču retuširala genitalije kmeta. Musée Condé se je v 1980-ih nekoliko kontroverzno odločil, da bo rokopis v celoti odstranil tako iz javnega razstavljanja kot za znanstvenike in ga nadomestil s kopijami popolnega modernega faksimila. Michael Camille trdi, da to dopolnjuje logiko zgodovine sprejemanja dela, ki je skoraj v celoti postalo znano z reprodukcijami slik, najbolj znane podobe pa je v izvirniku videlo le zelo malo ljudi.

## Umetniki
Veliko se je razpravljalo o identiteti in številu umetnikov, ki so prispevali k Très Riches Heures. 

### Bratje Limbourg
Leta 1884 je Léopold Delisle povezal rokopis z opisom predmeta v inventarju, sestavljenem po Berryjevi smrti: »več zbirk zelo bogatega horarija [très riches heures], bogato zgodovinsko in iluminirano, da so ga Pol [Paul] in njegovi bratje naredili«. Delisleov pripis Paulu de Limburgu in njegovima dvema bratoma Jeanom in Hermanom je »prejela splošno priznanje in rokopisu dala tudi svoje ime«.
Trije bratje Limburški so prvotno delali pod nadzorom Berryjevega brata, Filipa Drznega, vojvode Burgundskega, na Bible Moralisée (najpomembnejši primeri srednjeveških slikovnih Biblij) in so po Filipovi smrti prišli delat za Berryja. Do leta 1411 so bili Limbourški stalni člani Berryjevega gospodinjstva (Cazelles in Rathofer 1988). Splošno je tudi dogovorjeno, da je mogoče bratom pripisati še enega od Berryjevih horarijev, Belles Heures, ki je bil končan med letoma 1408 in 1409. Menijo, da je bil prispevek Limburških k Très Riches Heures med približno 1412 in njihovo smrtjo leta 1416. Najdena je bila dokumentacija iz leta 1416, ki kaže, da so najprej Jean, za njim še Paul in Herman, umrli. Jean de Berry je umrl kasneje istega leta (Cazelles in Rathofer 1988). Poleg glavne dela iluminacije so besedilo, okraske ob robu in pozlatitev najverjetneje izvedli pomočniki ali specialisti, ki ostajajo neznani.
Izbira gradov v koledarju je eden od dejavnikov za datiranje prispevkov bratov. Dvorec Bicêtre, tik zunaj Pariza, je bil ena izmed največjih Berryjevih rezidenc, vendar ni naveden v koledarju. Verjetno je to zato, ker do oktobra 1411 ni nastala nobena njegova podoba, ko ga je velika mafija iz Pariza zažgala in je bil zažgan tudi v državljanski vojni Armagnac – Burgundija. Armagnac-burgundska državljanska vojna je bila spopad med dvema kadetskima vejama francoske kraljeve družine - Hišo Orléans (frakcija Armagnac) in Hišo Burgundije (Burgundska frakcija) med letoma 1407 in 1435. Vendar sta prikazana oba dvorca Dourdan (april) in Étampes (julij), čeprav jih je Berry konec leta 1411 izgubil proti Burgundcem, pri tem pa je bil Étampes v obleganju močno poškodovan.

### Jean Colombe
Folio 75 Très Riches Heures vključuje vojvodo Karla I. Savojskega in njegovo ženo. Oba sta se poročila leta 1485; vojvoda je umrl leta 1489, kar pomeni, da ne gre za enega izmed originalnih folij. Paul Durrieu je drugega slikarja identificiral kot Jean Colombe, ki mu je vojvoda plačal 25 kosov zlata za dokončanje določenih kanonskih ur (Cazelles in Rathofer 1988).
Bilo je nekaj nepopolnih miniatur in jih je bilo treba izpolniti, na primer figure v ospredju in obrazi miniature, ki ponazarjajo Urad mrtvih (molitveni cikel v katoliški, anglikanski in luteranski cerkvi, ki je govoril za preostalo dušo odpadnika), znan kot Pogreb Raymonda Diocrèsa.
Med miniaturami, ki so jih ustvarili Limbourški in Colombe, obstajajo tudi druge subtilne razlike. Colombe se je odločil postaviti velike miniature v okvirje iz marmorja in zlate stebre. Njegovi obrazi so manj občutljivi, z izrazitejšimi lastnostmi. Uporabil je tudi zelo intenzivno modro barvo, ki jo vidimo v pokrajini nekaterih miniatur. Colombe je deloval v svojem slogu, ne da bi poskušal posnemati slog bratov  Limbourg (Cazelles in Rathofer 1988). V sliki 75 je sledil Limbourškim, tako da je v pokrajinsko ozadje vključil prikaz enega od gradov svojega pokrovitelja vojvoda Savojskega.

### Vmesni slikar
'Vmesni slikar', ki ga imenujejo tudi Mojster senc, saj so sence element njegovega sloga, se pogosto misli, da je Barthélemy van Eyck (strogo miniaturist, znan kot mojster René iz Anjouja, ki je zdaj običajno identificiran z dokumentirani slikar Barthélemy van Eyck) , ki bi bil verjetno v službi v 1440-ih. Drugi učenjaki so njegovo delo postavili že v 1420-ih, čeprav za to ni nobene dokumentacije. Vsekakor naj bi vmesni umetnik delal na rokopisu nekje med letoma 1416 in 1485. Dokazi o umetniškem slogu in podrobnosti kostumov kažejo, da Limbourški niso poslikali nekaterih koledarskih miniatur. Figure v miniaturah za januar, april, maj in avgust so oblečene v slogih iz leta 1420. Figure, ki se sprehajajo oktobra, so oblečene v modo, ki kaže na sredino 15. stoletja. Znano je, da je po Berryjevi smrti horarij padel v roke kralja Karla VII. in domneva se, da je vmesni slikar povezan z njegovim dvorom (Cazelles in Rathofer 1988).
Catherine Reynolds je v članku iz leta 2005 datirala delo 'vmesnega slikarja' z deli, ki jih je videla v delu pariških iluminatorjev in ga postavila v pozna 1430-ta ali na začetek 1440-tih. To je neprijetno zgodaj, ker to opisuje kot 'splošno sprejeto' identifikacijo z Barthélemyjem van Eyckom, vsekakor pa zazna številne slogovne razlike med van Eyckom in 'vmesnim slikarjem'. Jonathan Alexander ne vidi slogovne potrebe sploh domnevati o vmesnem slikarju.

### Pripisovanje koledarskih miniatur
Umetniki koledarskih miniatur so bili opredeljeni na naslednji način (Cazelles in Rathofer 1988):
- januar: Jean
- februar: Paul
- marec: Paul in Colombe
- april: Jean
- maj: Jean
- junij: Paul, Jean, Herman in Colombe (?)
- julij: Paul
- avgust: Jean
- september: Paul in Colombe
- oktober: Paul in Colombe (?)
- november: Colombe
- december: Paul

Pognon poda naslednje razčlenitve glavnih miniatur v koledarju z uporabo previdnejših slogovnih imen za umetnike :
- januar: dvorni slikar
- februar: kmečki slikar
- marec: dvorni slikar (pokrajina) in mojster senc (figure)
- april: dvorni slikar
- maj: dvorni slikar
- junij: kmečki slikar
- julij: kmečki slikar
- avgust: dvorni slikar
- september: kmečki slikar (pokrajina)? in mojster senc (figure)
- oktober: mojster senc
- november: Jean Colombe
- december: mojster senc

Poleg tega Pognon identificira 'pobožnega slikarja', ki je mnoge religiozne prizore naslikal kasneje v knjigi med prvotno kampanjo. 'Dvorni', 'kmečki' in 'pobožni' slikarji bi se verjetno izenačili s tremi brati  Limburškimi ali morda drugimi umetniki v njihovi delavnici. Obstajajo alternativne analize in razdelitve, ki jih predlagajo drugi strokovnjaki.

## Funkcija
Brevir je sestavljen iz številnih molitev in branja v kratki obliki, ki jih običajno uporablja duhovščina. Horarij je poenostavljena oblika brevirja, namenjena laikom, kjer so molitve namenjene recitalu ob kanonskih urah liturgičnega dne. Kanonske ure se nanašajo na delitev dneva in noči z namenom molitev. Redni ritem branja je privedel do izraza 'knjiga ur' (horarij). (Cazelles in Rathofer 1988)
Knjiga ur je sestavljena iz molitev in pobožnih vaj, prosto razporejenih v osnovna, sekundarna in dopolnilna besedila. Razen koledarja na začetku je vrstni red naključen in so ga lahko prilagodili prejemniku ali regiji. Ure Device so veljale za najpomembnejše, zato so bile predmet najbolj razkošne ilustracije. Très Riches Heures je redek, saj vključuje več čudežev, ki so bili storjeni pred začetkom pasijona (Cazelles in Rathofer 1988).

## Slike koledarja
Popolnejši opisi so na voljo na spletni strani Univerze v Chicagu.
- Januar
 Novoletni praznik, vključno z Jean de Berryjem
- Februar
- Marec
Château de Lusignan
- April
Château de Dourdan
- Maj
Hôtel de Nesle, the Duke's Paris residence
- Junij
Palais de la Cité in Sainte Chapelle
- Julij
Poitiers Palais de Justice
- Avgust
Sokolarjenje, Château d'Étampes
- September
Château de Saumur
- Oktober
grad Louvre
- November
- December
Château de Vincennes

## Tehnike

### Velum
Pergament ali velum, ki se uporabljata v folijah 206, je kakovostna telečja koža. Vse bi-folije so popolni pravokotniki, robovi pa so nepopolni, zato morajo biti odrezani s središča kož dovolj velike velikosti. Foliji merijo 30 cm v višino in 21,5 cm v širino, čeprav je bila prvotna velikost večja, kar dokazuje več rezov na miniaturah. Luknje in naravne pomanjkljivosti v velumu so redke in skorajda ne ostanejo neopažene (Cazelles in Rathofer 1988).

### Ilustracije
Osnovne barve so navlažili z vodo in jih zgostili z gumiarabiko ali tragakantnega gumija. Poleg bele in črne je uporabljenih še približno deset odtenkov. Podrobno delo je zahtevalo izjemno majhne čopiče in verjetno lečo (Longnon, Cazelles in Meiss 1969).

## Slogovna analiza
Bratje Limbourg so imeli umetniško svobodo, vendar so delovali v okviru verskega didaktičnega rokopisa. V Très Riches Heures lahko opazimo več umetniških inovacij bratov Limbourg. V oktobrski miniaturi je bil za zahodno slikarstvo pomemben študij svetlobe (Cazelles in Rathofer 1988). Prikazan je odsev ljudi v vodi, kar je bila najzgodnejša predstavitev te vrste odseva doslej. Miniaturni prizori so imeli novo neformalnost, brez poudarjenih okvirjev na robovih. To je omogočilo živahnost definiranja kontinuitete izven okvira. Limbourški so razvili bolj naraven način predstavljanja in portretiranje ljudi in okolice. Verske figure ne naseljujejo prostega odprtega prostora, dvorjani pa so uokvirjeni z rastlinjem. To spominja na bolj klasično upodobitev (Longnon, Cazelles in Meiss 1969). Na nekatere konvencije, ki so jih uporabljali Limbourški, na primer dekorativno ozadje ali prikazovanje noči, so vplivali umetniki, kot je Taddeo Gaddi. Te konvencije so se popolnoma spremenile v umetnikovo edinstveno interpretacijo (Longnon, Cazelles in Meiss 1969).